# 枣林庄清真寺
枣林庄清真寺，位于北京市通州区张家湾镇枣林庄村，是一座伊斯兰教清真寺。

## 简介
枣林庄清真寺始建于明朝，清朝重修。
该寺建筑为东向一进院落，主要建筑有：
- 山门：文革时期拆除。20世纪末，山门修复。
- 礼拜殿：面阔三间，勾连搭三卷，硬山简瓦，彻上明造。其中，第一卷为箍头奔，六架梁，罗锅椽，六抹步步紧，隔扇门窗；第二卷为调大脊，嵌山方窗；第三卷次间是卷棚顶，明间是四角攒尖顶带绿琉璃宝瓶的望月楼。
- 南、北讲堂：各三间。
- 南、北浴室：各三间。文革时期南浴室拆除。
- 椿树：一株。[1]